# ویلاباسا
ویلاباسا (به ایتالیایی: Villabassa) یک کومونه در ایتالیا است که در تیرول جنوبی واقع شده‌است. ویلاباسا ۱۷٫۸ کیلومتر مربع مساحت و ۱٬۴۶۹ نفر جمعیت دارد و ۱٬۱۵۴ متر بالاتر از سطح دریا واقع شده‌است.